# Raphael Holzdeppe
Raphael Holzdeppe (* 28. září 1989, Kaiserslautern) je německý atlet, jehož specializací je skok o tyči. V roce 2013 vybojoval v Moskvě výkonem 589 cm titul mistra světa.

## Kariéra

### Juniorské úspěchy
Jeho prvním úspěchem na mezinárodní scéně bylo páté místo na juniorském mistrovství světa v Pekingu v roce 2006. Zde se o toto umístění podělil s českým tyčkařem Janem Kudličkou a Rusem Pavlem Prokopenkem. O rok později nepřekonal na ME juniorů v nizozemském Hengelu v kvalifikaci základní výšku a v závodě skončil bez platného pokusu.
28. června 2008 v německém Biberachu vyrovnal výkonem 580 cm juniorský světový rekord Maxima Tarasova z roku 1989 a dodnes je jeho spoludržitelem. O dva týdny později dokázal v Bydhošti vybojovat výkonem 550 cm titul juniorského mistra světa. V témže roce reprezentoval také na letních olympijských hrách v Pekingu, kde ve finále obsadil 8. místo, když překonal 560 cm. Bronzovou medaili získal Ukrajinec Denis Jurčenko za 570 cm.

### 2009 - 2012
V roce 2009 se stal v litevském Kaunasu mistrem Evropy do 23 let, když skočil 565 cm. Na MS v atletice 2009 v Berlíně však nestartoval, když Německo reprezentovali Björn Otto, Malte Mohr a Alexander Straub. Zúčastnil se naopak evropského šampionátu v Barceloně o rok později, kde se umístil na 9. místě (560 cm). V roce 2011 neobhájil na ME do 23 let v Ostravě zlatou medaili z předchozího šampionátu, když skončil šestý. Na MS v atletice v jihokorejském Tegu v témže roce nepostoupil z kvalifikace, když 550 cm zdolal až třetím pokusem. Kvalifikační limit byl nastaven na výšce 570 cm, avšak k postupu nakonec stačilo 565 cm a postoupili také tyčkaři, kteří napoprvé uspěli na 550 cm.
V roce 2012 vybojoval na ME v atletice v Helsinkách bronzovou medaili a na stupni vítězů doplnil svého krajana Björna Otta (stříbro) a Francouze Renauda Lavillenieho (zlato).

### 2013 - 2015
V roce 2013 vybojoval v Moskvě výkonem 589 cm titul mistra světa. O dva roky později v Pekingu výkonem 590 cm získal stříbrnou medaili.
Jeho trenérem je bronzový olympijský medailista z roku 1996 Andrej Tivontčik.

### Osobní rekordy
- hala – 582 cm – 26. února 2012, Karlsruhe
- venku – 591 cm – 10. srpna 2012, Londýn